# Олимпийский комитет Американских Виргинских Островов
Олимпийский комитет Виргинских Островов (англ. Virgin Islands Olympic Committee; уникальный код МОК — ISV) — организация, представляющая Американские Виргинские Острова в международном олимпийском движении. Штаб-квартира расположена в Кингсхилле. Комитет основан в 1967 году, в том же году был принят в МОК, является членом ПАСО, организует участие спортсменов из Американских Виргинских островов в Олимпийских, Панамериканских играх, Играх Центральной Америки и Карибского бассейна и других международных соревнованиях.

## Президенты
- 1966—1968 Лен Стейн
- 1968—1972 Кэлвин Уитли
- 1972—1976 Лайонел Тодман
- 1976—1996 Эдгар М. Айлс
- 1996—2012 Ханс Лавец
- 2012— Анхель Моралес